# Договор социального найма
Договор социального найма — договор на право пользования жильем. Предметом договора могут быть помещения (квартира, жилой дом), находящиеся в государственной или муниципальной собственности, передаваемые гражданам бессрочно и на безвозмездной основе (при условии своевременной выплаты платы за пользование и содержание помещения). Права сторон, заключивших данный договор, регулируются жилищным кодексом. Выселение граждан из помещений возможно при систематическом нарушении прав соседей, невыплате денег за пользование или содержание помещения в течение полугода или использовании помещения не по назначению.

## Договор социального найма жилого помещения
По договору социального найма жилого помещения одна сторона - собственник жилого помещения государственного жилищного фонда или муниципального жилищного фонда (действующие от его имени уполномоченный государственный орган или уполномоченный орган местного самоуправления) либо управомоченное им лицо (наймодатель) обязуется передать другой стороне - гражданину (нанимателю) жилое помещение во владение и в пользование для проживания в нем на условиях, установленных Жилищным Кодексом (ч. 1 ст. 60 Жилищного кодекса Российской Федерации от 29 декабря 2004 г. № 188-ФЗ, далее по тексту – ЖК РФ).
Жилищный фонд социального использования впервые был предусмотрен ст. 12 Закона РФ от 24 декабря 1992 г. № 4218-1 "Об основах федеральной жилищной политики", наличие которого предопределило возможность установления нового вида договора найма жилого помещения – договора социального найма жилого помещения, который был точно и ясно закреплён ст. 67 Гражданского кодекса Российской Федерации (далее по тексту – ГК РФ).
Названный договор относится к видам договора найма жилого помещения, наряду с коммерческим наймом жилого помещения (см. п. 1 ст. 670 ГК РФ). Предметом договора социального найма жилого помещения должно быть жилое помещение (жилой дом, квартира, часть жилого дома или квартиры) (ч. 1 ст. 62 ЖК РФ). О бессрочном характере рассматриваемого договора говорит ч. 2 ст. 60 ЖК РФ. Данный договор относится к консенсуальным, взаимным, возмездным . Заключается этот договор в письменной форме (ч. 1 ст. 63 ЖК РФ).
Содержание договора закреплено в ст. 65 ЖК РФ (права и обязанности наймодателя жилого помещения по договору социального найма) и ст. 67 ЖК РФ (права и обязанности нанимателя жилого помещения по договору социального найма), а ответственность в ст. 66 ЖК РФ (ответственность наймодателя жилого помещения по договору социального найма) и ст. 68 ЖК РФ (ответственность нанимателя жилого помещения по договору социального найма). В целях унификации в работе органов государственной власти и местного самоуправления Постановлением Правительства РФ от 21 мая 2005 г. № 315 утверждён Типовой договор социального найма жилого помещения.
Общие условия (предпосылки) предоставления жилого помещения по договору социального найма названы в п. 1 ч. 1 ст. 19, ч. 2 ст. 49, ч. 1 ст. 91.15 ЖК РФ, среди которых: 1) получение гражданином Российской Федерации статуса малоимущего гражданина нуждающимися в жилых помещениях, предоставляемых по договорам социального найма (признание по установленным ЖК РФ основаниям таковым); 2) предоставление жилого помещения из муниципального жилищного фонда социального использования, жилищного фонда субъекта Российской Федерации социального использования, жилищного фонда Российской Федерации социального использования; 3) соблюдение порядка очередности исходя из времени принятия этих граждан на учет нуждающихся в предоставлении жилых помещений по договорам найма жилых помещений жилищного фонда социального использования. В ЖК РФ также содержатся категории граждан, которым предоставляются жилые помещения по договору социального найма во внеочередном порядке (см. ч. 2 ст. 57 ЖК РФ).